# Гаранин, Николай Петрович
Никола́й Петро́вич Гара́нин (10 декабря 1929, Московская область — 8 октября 2012, Москва) — советский и российский учёный, организатор производства, ректор Московского института инженеров водного транспорта — Московской государственной академии водного транспорта (1980—1997), доктор технических наук, профессор, академик Российской инженерной академии и Российской академии транспорта. Заслуженный деятель науки и техники РСФСР.

## Биография
Родился 10 декабря 1929 года в деревне Боровково Богородского (ныне — Ногинского) района Московской области в многодетной крестьянской семье.
Трудовую деятельность начал подростком в годы Великой Отечественной войны, помогая на сельскохозяйственных работах в колхозе. После окончания средней школы в 1947 году поступил в Ленинградский институт инженеров водного транспорта (ЛИИВТ) в городе Ленинграде (ныне — Санкт-Петербург), где совмещал учёбу с работой.
По окончании института в 1952—1953 годах работал инженером Кировского участка Омского речного порта. В 1953—1955 годах — старший инженер  Тюменского речного порта. В 1955—1960 годах — главный инженер Омского речного порта, а затем начальник службы портов Иртышского пароходства в городе Омск.
В 1960—1963 годах трудился в ГДР старшим приёмщиком плавкранов внешнеэкономического объединения «Судоимпорт», занимался наблюдением за постройкой и приёмкой самоходных морских кранов.
В 1963—1971 годах — главный специалист отдела портов, а затем начальник отдела портов Новосибирского отделения Гипроречтранса в городе Новосибирск. Преподавал в Новосибирском институте инженеров водного транспорта (НИИВТ), являясь доцентом кафедры эксплуатации флота и портов. В 1969 году защитил диссертацию, получив учёную степень кандидата технических наук.
В 1971 году переведён в центральный аппарат Министерства речного флота (Минречфлот) РСФСР. В 1971—1974 годах — главный инженер Главного управления портов, а в 1974—1979 годах — заместитель председателя Научно-технического совета (НТС) Минречфлота РСФСР. Работая в должности заместителя председателя НТС Минречфлота РСФСР, в 1975 году защитил диссертацию, получив учёную степень доктора технических наук, а в 1978 году ему было присвоено учёное звание профессора.
В 1979—1980 годах — директор Московского филиала Ленинградского института водного транспорта (ЛИВТ).
В 1979 году в связи с возросшими потребностями Московско-Окского бассейна в инженерах-эксплуатационниках, управленцах и других специалистах отрасли на базе Московского филиала ЛИВТа был создан Московский институт инженеров водного транспорта (МИИВТ). Инициатором и активным участником создания отдельного самостоятельного высшего учебного заведения водного транспорта в Москве был профессор Н. П. Гаранин, ставший его первым ректором, при активной поддержке Министра речного флота РСФСР Л. В. Багрова. Вновь созданному институту через 2 года было передано здание бывшего общежития Московского судостроительного и судоремонтного завода (МССЗ) по адресу улица Речников, дом 16, где проводится перепланировка и оно переоборудуется под учебные классы.
В 1980—1989 годах — ректор МИИВТа, а в 1989—1993 годах — Московского института водного транспорта (МИВТ), созданного на базе МИИВТ, Московского речного техникума и среднего профессионально-технического училища (СПТУ) № 202. Одновременно являлся заведующим кафедрой портовых подъёмно-транспортных машин и робототехники (ППТМиР) института, а затем и академии.
В 1993—1997 годах — ректор Московской государственной академии водного транспорта (ныне — Академия водного транспорта Российского университета транспорта (МИИТ)).
Под его руководством в вузе впервые в России была внедрена трехступенчатая система непрерывного обучения от рабочего до инженера с общим сроком обучения 7-8 лет, а также подготовка специалистов-экономистов и юристов в шести приречных городах. Организовал учёбу аспирантов и защиту диссертаций на ученом совете вуза. Обеспечил переоборудование и использование флота института для плавательской практики студентов за границей. При Н. П. Гаранине было развернуто строительство нового 7-этажного здания МГАВТ в Москве на Даниловской набережной площадью 20 тысяч квадратных метров. Внёс весомый вклад в развитие науки на речном транспорте, особенно в области портовой техники. Автор 8 изобретений. Опубликовал 79 научных трудов, в т. ч. 7 книг и 10 трудов в зарубежных изданиях. Неоднократно выступал за границей с докладами на международных конгрессах, конференциях и выставках.
Уйдя с поста ректора МГАВТ, продолжал преподавательскую работу в академии в качестве профессора кафедры ППТМиР.
Жил в Москве. Умер 8 октября 2012 года. Похоронен в Москве на Донском кладбище.
Доктор технических наук (1975). Профессор (1978). Академик Российской инженерной академии (1992) и Российской академии транспорта (1992).
Брат — Гаранин Виктор Петрович (р. 1933) — военачальник, генерал-лейтенант авиации, заслуженный военный лётчик СССР.

## Награды
- орден «Знак Почёта» (02.04.1981);
- медали СССР и Российской Федерации;
- Заслуженный деятель науки и техники РСФСР (07.09.1989);
- ведомственные знаки отличия.